# Petroniu Tănase
Petroniu Tănase (n. 23 mai 1914, Farcașa, România – d. 22 februarie 2011, Muntele Athos, Republica Monastică de la Muntele Athos, Grecia) a fost un călugăr protosinghel, mare duhovnic ortodox al secolului XX și stareț al Schitului Sf. Ioan Botezătorul, cunoscut mai ales sub numele de Schitul Prodromu, de la Muntele Athos.

## Viața
Părintele Petroniu s-a născut în anul 1914 în comuna Farcașa (județul Neamț). S-a călugărit de foarte tânăr în obștea Mănăstirii Neamțului, unde s-a și format duhovnicește. Mai târziu a fost trimis la București pentru studii, astfel a intrat în obștea Mănăstirii Antim. A studiat teologia (licențiat), dar a făcut în paralel și unele studii de matematică și filosofie.
La Antim, în anii 1937, monahul Petroniu a avut drept ascultare de a pune în bună rânduială biblioteca mănăstirii.
În anii celui de al II-lea război mondial și în primii ani după război (1945-1947), Părintele Petroniu a fost funcționar la Cancelaria Sfântului Sinod și chiar la secretariatul patriarhului Nicodim.
A făcut parte din gruparea Rugul Aprins și a suferit consecințele politice ale acestei afilieri.
În anul 1977, la cererea monahilor români din Sfântul Munte Athos, Patriarhia Română a decis să trimită două grupuri de călugări români ca să întărească efectivul Schitului românesc Prodromu și să revigoreze viața monastică a schitului, în 1977 și 1978. Părintele Petroniu a făcut parte de valul al doilea, din 1978.
Din 1978, Părintele Petroniu a trăit neîntrerupt la Sfântul Munte Athos, iar din anul 1984 a fost ales stareț. A renunțat la stăreție la începutul anului 2011 din cauza vârstei înaintate. A trecut la Domnul în ziua de 22 februarie 2011 și a fost înmormântat după tradiția athonită la 24 februarie 2011 în micul cimitir al Schitului Prodromu.

## Scrieri
Părintele Petroniu Tănase a publicat numeroase articole, a dat mai multe interviuri și a scris mai multe cărți:
- Ușile pocăinței. Meditații duhovnicești la vremea Triodului - Editura Trinitas, Iași 1994
- Icoane Smerite din Sfânta Ortodoxie românească - Schitul Prodromu, 2002
- Bine ești cuvântat, Doamne - meditații - Editura Bizantină, 2004 [2]
- Chemarea Sfintei Ortodoxii - Editura Bizantină, 2006 [2]